# 殺人者はライフルを持っている!
『殺人者はライフルを持っている!』（原題：Targets）は、1968年のアメリカ映画。

## 概要
本作は、『フランケンシュタイン』など往年の怪奇映画で知られる名俳優、ボリス・カーロフの最晩年の作品でもあり、映画監督ピーター・ボグダノヴィッチの監督デビュー作でもあり、自身も出演している。映画プロデューサーで監督のフランク・マーシャルも端役で出演している。
カーロフは「年老いたかつての怪奇俳優」という、自身を投影したかのような役柄で出演している。その老俳優と無差別殺人犯の物語が、最終的に「恐怖」というテーマの下で交差する内容となっている。

## ストーリー
年老いたかつての怪奇映画スター、バイロン・オーロックは、自身が出演した『The Terror』の試写の場で、突然引退して故郷のイギリスに戻ると言い始める。若き映画監督のサミーは、外でオーロックを説得するも、若い者に道を譲ると聞き入れなかった。
道路を挟んだ向かいの銃砲店、スコープでオーロックを見つめる男がいた。彼の名はボビー・トンプソン。一見身なりの良い善良な市民だが、銃と弾薬を買った後、自分の車に向かいトランクを開けると、そこには大量の銃が収められていた。
秘書のジェニーと食事中のオーロックのもとに、マネージャーのエドがやって来る。『The Terror』のプレミアに出席するため、しばらく留まってくれというのだが、プロデューサーのマーシャルにかけた電話にもオーロックは出ようとしない。
ボビーは郊外の家に妻や両親と暮らしている。家族仲は良く、食事の前に祈りを捧げるなど、一見アメリカの模範的な家族である。しかしボビーは、射撃をしている時父に銃を向けたり、家族でテレビを觀ている際にも一人どこか冷めていた。
ホテルにいるオーロックのもとに、サミーが訪ねてくる。自分の脚本を読んでくれるよう頼むも、オーロックは拒否する。これまで映画で古典的なモンスターを演じてきたオーロックは、自分がもはや時代遅れであると感じていた。サミーに新聞記事を見せながら、人々は現実の衝撃的な事件の方に恐怖を感じていると語る。サミーは帰る前に酔いつぶれてしまい、結局オーロックのベッドで眠ってしまう。
朝、何かをタイプしているボビーの所に妻がやってくる。するとボビーは唐突に妻を拳銃で射殺、続いて入ってきた母も射殺する。さらに、偶然いた配達の男も射殺し、その後静かに現場を片付けていく。彼がタイプしていた紙には、「妻が起きたら殺すつもりだ。そして母も殺す。死ぬ前にさらに多くの人間を殺すつもりだ。」とあった。
サミーとオーロックが目を覚ますと、そこにジェニーがやってくる。彼女と話している内、渋々ではあったが、オーロックはドライブインシアターで行われるプレミアへの出席を承諾する。
ボビーは車で銃砲店に向かい、大量の弾薬を購入する。何に使うのか尋ねられると、「豚を撃つ」と答えた。
オーロックはホテルで、無作法なラジオDJキップ・ラーキンのインタビューを受け、くだらない質問に辟易しながらも、自身の引退前最後の仕事として、車でジェニーとドライブインシアターへと向かう。
ボビーは、巨大な石油貯蔵タンクのある施設に侵入し、タンクの上に登るとそこで銃を並べ、飲食物も取り出し軽く食事を済ます。そして、眼下の道路を通り過ぎる車を、スコープ付きのライフルで狙いをつけ、次々に撃ち始める。何人もの犠牲者を出し、異変に気づいてやって来た職員もショットガンで射殺する。警察が近づいているのに気づくと、すぐに銃をまとめてその場を離れ、いくらか銃や弾薬などを残しつつも車で逃走する。そして、オーロックが向かおうとしているドライブインシアターに入場し、駐車場に車を停める。車を降りるとスクリーン裏の鉄骨に登り、スクリーンの穴から駐車場に狙いを定める。
駐車場に観客の車が集まり、スクリーンでは『The Terror』の上映が始まる。その中ボビーは、まず電話ボックスの男を銃撃するが、他の観客は映画に夢中で、車内に引き込んだスピーカーで音声を聞いており気づかなかった。オーロックも到着し、しばし映画を鑑賞していたが、ボビーは車内にいる観客を次々に銃撃し始め、映写技師まで殺害する。さすがに観客たちも異変に気づき始め、車で逃げようとするも、出入り口で詰まってしまいパニック状態となる。ボビーは弾薬箱を落としてしまい、鉄骨の下に降りていくも上手く取れない。混乱状態の駐車場で銃撃を続けるボビーにより、ついにジェニーも撃たれてしまう。オーロックは、拳銃だけでなおも銃撃を続けるボビーのもとに一人向かって行く。スクリーンに映されたオーロックと、今まさに向かってくる現実のオーロック、二人のオーロックにボビーはしばし混乱する。スクリーンに銃撃したり外したりして弾切れとなり、再装填の隙にオーロックが杖で銃を弾き飛ばし、素手でボビーを張り倒す。
すっかり縮こまってしまい、警察に取り押さえられるボビーを見下ろしながら、オーロックは「これが私の恐れていたものか…？」と呟く。自分がほとんど外さなかったかと警官に聞きながら、ボビーは連行されていく。
夜が明け、車も無くなったドライブインシアター。そこにボビーの乗ってきた車だけが一台残されていた。

## キャスト
| 役名                         | 俳優                       | 日本語吹替 |
| 役名                         | 俳優                       | ？版       |
| ---------------------------- | -------------------------- | ---------- |
| ボビー・トンプソン           | ティム・オケリー           | 田中信夫   |
| バイロン・オーロック         | ボリス・カーロフ           | 千葉耕市   |
| ジェニー                     | ナンシー・スー             | 弥永和子   |
| サミー・マイケルズ           | ピーター・ボグダノヴィッチ | 伊武雅之   |
| エド・ラフリン               | アーサー・ピーターソン     | 八奈見乗児 |
| ロバート・トンプソン・シニア | ジェイムズ・ブラウン       |            |
| キップ・ラーキン             | サンディ・バロン           |            |
| マーシャル・スミス           | モンテ・ランディス         | 神山卓三   |
| アイリーン・トンプソン       | タニヤ・モーガン           |            |
| シャーロット・トンプソン     | メアリー・ジャクソン       |            |
| チケット係                   | フランク・マーシャル       |            |
| 電話ボックスの男             | マイク・ファレル           |            |
| 日本語スタッフ               |                            |            |
| 演出                         |                            |            |
| 翻訳                         |                            |            |
| 効果                         |                            |            |
| 調整                         |                            |            |
| 制作                         | 制作                       | 東北新社   |
| 解説                         |                            |            |
| 初回放送                     |                            |            |

## 作品解説

### 作品背景
本作が制作された1968年は、ベトナム戦争が泥沼化して反戦運動が広がり、2年前にはテキサスタワー乱射事件が発生して社会に衝撃を与え、長らくアメリカ映画を縛り付けたヘイズ・コードが実質的に廃止された年でもある。本作もそれら時代背景に大きく影響されており、古い時代と新しい時代の対比がメタ的に取り入れられている。本作の知名度自体は高くはないが、ボグダノヴィッチ監督も関わる、後のアメリカン・ニューシネマへの過渡期の重要な作品ともされる。
1966年のテキサスタワー乱射事件は、元海兵隊員のチャールズ・ホイットマンがある日妻と母を殺害、テキサス大学オースティン校本館時計塔で受付嬢や見学者を殺害した後、狙撃用のライフルや食料などを持ち込み籠城、眼下の人々を次々に銃撃した事件である。ホイットマンが乗り込んだ警官に射殺されるまで、15名の犠牲者と31名の負傷者を出す大惨事となった。この事件は、一見模範的な市民が突然、無関係な人々を無差別に殺害するという内容で衝撃を与えた。しかもはっきりした理由も不明であった。本作中のボビーも妻と母を殺害し、遺書のようなものも遺し、高所に陣取り眼下の標的を無差別に銃撃するという、ホイットマンをなぞるような行動をしている。銃砲店でボビーが弾薬の使い道を尋ねられ「豚を撃つ」と答える場面があるが、ホイットマンも事件前に同様の場面で「イノシシを撃つ」と答えたとされる。
本作のバイロン・オーロックは、「年老いたかつての怪奇映画スター」という、演じるボリス・カーロフそのままのようなキャラクターである。役名の「オーロック」は、1922年のドイツ映画『吸血鬼ノスフェラトゥ』の吸血鬼「オルロック伯爵」に由来する。
作中で上映される『The Terror』は、1963年にカーロフが出演した『古城の亡霊』である。サミーがホテルのテレビで、オーロックの過去の出演作として観ているのは、1931年の『光に叛く者(原題: The Criminal Code)』であり、これはカーロフが『フランケンシュタイン』以前に出演していた作品である。サミーも、映画監督でもあり、テレビを観ながら「全ての素晴らしい映画はすでに作られた」と語るなど、演じるボグダノヴィッチ自身がかなり投影されており、本人もそれを認めている。

### 制作
当時ロジャー・コーマンは、ボリス・カーロフと2日契約が残っており、この2日でカーロフを撮影して映画を作ることを考えた。監督となるピーター・ボグダノヴィッチは、映画マニアとして古い映画の再評価などでも知られ、当時はコーマンの下で『ワイルド・エンジェル(1966年)』の助監督や脚本も手掛けていた。ある日、コーマンがボグダノヴィッチに電話をかけ、「自分の映画を作りたいか？」と聞くので、「もちろんさ、ロジャー」と答えると、コーマンはいくつかの条件を出してきた。
コーマンが出した条件は、
1. ボリス・カーロフの20分のシーンを2日で撮影。
2. 『古城の亡霊[注 7](原題: The Terror)』の映像を20分間使用。
3. カーロフ無しでさらに40分の場面を入れる。
4. 125,000ドル以下で制作する。

といったもので、厳しい条件ではあったが、それさえ守れば自由に作ってよかった。
ボグダノヴィッチは、当時の妻ポリー・プラットと『Before I Die』という題の脚本を作成した。しかしこれに満足できず、友人のサミュエル・フラーに協力を求めた。フラーは脚本を一読し、その後約1時間半で脚本全体を書き直し、助言も行った。しかもギャラはいらず、自分の名はクレジットしなくてもいいとまで言った。ボグダノヴィッチはそんなフラーに敬意を払い、自分が作中で演じる監督の名に「サミー・マイケルズ」と名付けた。自身もB級映画を多く手掛けてきたフラーは、ドライブインシアターの撮影に費用を配分するため、コストを節約することも示唆した。
撮影は1967年11月から12月にかけ20日足らずの短期間で行われたが、ボグダノヴィッチによれば、うち実に12日間が、クライマックスのドライブインシアターにおける一連のシークエンス撮影に費やされた。
ティム・オケリーがハイウェイ上を往来する自動車を石油タンク上から無差別銃撃するシーンでは、ボグダノヴィッチはハイウェイ撮影の許可が得られないと判断し、無許可のゲリラ撮影を2日間で敢行した。このシーンは同時録音は行わず、映画編集者のヴァーナ・フィールズが銃声や自動車の通過音など様々な効果音を後から映像に付け加え、費用を抑えながら演出効果を高める工夫を凝らしている。その他室内シーンのセットも最低限で使いまわし、エキストラには無償同然で済む親族や友人知人を動員するなど、自主制作映画並の低予算を徹底した。
ボリス・カーロフは撮影開始直前に80歳の誕生日を迎えていたが、高齢のため既に膝が曲がり、杖や補装具なしでは歩行に不自由する状態で、休憩時には酸素吸入を要するほど健康を損なっていた。それでも限られた出演日程の中で、自身を投影した老俳優を風格豊かに演じ、撮影は無事に終了した。
作中で『古城の亡霊』は、主に冒頭とクライマックスの上映場面に組み込まれる形で使用されている。コーマンが想定したカーロフ出演シーンを水増しするための流用でなく、古典的なホラー映画を象徴する劇中劇として、またクライマックスシーンの演出を引き立てる重要な素材として活用したところに、ボグダノヴィッチの才気が現れている。

## 公開後
アメリカン・インターナショナル・ピクチャーズは公開を申し出たが、ボグダノヴィッチは大手スタジオと契約できるか試したかった。パラマウントのロバート・エヴァンスが15万ドルで購入し、映画公開前からコーマンに利益を与えることになった。
本作は1967年から制作が始まったが、公開4ヶ月前にマーティン・ルーサー・キング・ジュニアが、2ヶ月前にロバート・ケネディが暗殺されるという事件があった。どちらも銃によるもので、本作で描かれる現代的な恐怖と多少の関係もあったが、興行収入はあまり上がらなかった。
しかしボグダノヴィッチ自身は、若き映画監督として後に、『ラスト・ショー』『おかしなおかしな大追跡』『ペーパー・ムーン』と言った作品のヒットで、1970年代に名声を築くことになる。

## 評価
本作の評価は高く、スティーヴン・ジェイ・シュナイダー編『死ぬまでに観たい映画1001本』でも本作が選出されている。
映画評論家のロジャー・イーバートは、本作を「あまり良い映画ではないが、面白い映画」とし、星4つの内2.5を与えている。カーロフの演技は魅力的としながらも、彼なしで狙撃者の物語に集中したほうが、映画としては効果的だったのではないかとも語っている。
映画評論サイトのRotten Tomatoesでは、25件のレビューに基づき22の「新鮮」評価を保持している。